# Pardasena fletcheri
Pardasena fletcheri är en fjärilsart som beskrevs av Emilio Berio 1976/77. Pardasena fletcheri ingår i släktet Pardasena och familjen trågspinnare. Inga underarter finns listade i Catalogue of Life.